# Another Side of Bob Dylan
Another Side of Bob Dylan je čtvrté studiové album amerického folkového zpěváka a skladatele Boba Dylana, vydané 8. srpna 1964 Columbia Records. Producentem alba se stal Tom Wilson, který se již podílel na Dylanových předchozích albech.

## Seznam skladeb
Všechny skladby napsal(i) Bob Dylan. 
| Strana 1 | Strana 1                | Strana 1 |
| Pořadí   | Název                   | Délka    |
| -------- | ----------------------- | -------- |
| 1.       | All I Really Want to Do | 4:04     |
| 2.       | Black Crow Blues        | 3:14     |
| 3.       | Spanish Harlem Incident | 2:24     |
| 4.       | Chimes of Freedom       | 7:10     |
| 5.       | I Shall Be Free No. 10  | 4:47     |
| 6.       | To Ramona               | 3:52     |

| Strana 2 | Strana 2                                              | Strana 2 |
| Pořadí   | Název                                                 | Délka    |
| -------- | ----------------------------------------------------- | -------- |
| 1.       | Motorpsycho Nitemare                                  | 4:33     |
| 2.       | My Back Pages                                         | 4:22     |
| 3.       | I Don't Believe You (She Acts Like We Never Have Met) | 4:22     |
| 4.       | Ballad in Plain D                                     | 8:16     |
| 5.       | It Ain't Me Babe                                      | 3:33     |

## Sestava
- Bob Dylan – zpěv, akustická kytara, piáno, harmonika